# Raveniola redikorzevi
Raveniola redikorzevi är en spindelart som först beskrevs av Sergei Aleksandrovich Spassky 1937.  Raveniola redikorzevi ingår i släktet Raveniola och familjen Nemesiidae.
Artens utbredningsområde är Turkmenistan. Inga underarter finns listade i Catalogue of Life.